# Si Thep
Si Thep são as ruínas de uma antiga cidade tailandesa, que atualmente faz parte do Parque Histórico Si Thep, localizado no distrito homônimo, na província de Phetchabun.
As ruínas da antiga cidade foi declarada como Patrimônio Mundial pela Organização das Nações Unidas para a Educação, a Ciência e a Cultura (UNESCO) em 2023, juntamente com o monumento Khao Klang Nok e a Caverna Khao Thamorrat, no conjunto denominado "A antiga cidade de Si Thep e seus monumentos associados Dvaravati".

## História
O primeiro assentamento humano, na localidade da atual cidade, se deu na pré-história, por uma sociedade de caça e coleta; e se desenvolveu para uma comunidade agrícola entre os períodos pré-histórico tardio e proto-histórico. Durante as escavações arqueológicas do sítio, foram encontrados artefatos como cerâmicas em formato redondo, machados polidos, miçangas e ferramentas de ferro e bronze.
Entre os séculos I a V d.C., a interação com sociedades externas trouxe novas religiões e técnicas de construção, principalmente para a fortificação da cidade, como muralhas e fossos.
O budismo se intensificou na cidade entre os séculos V e VI d.C., e deu-se o início da cultura Dvaravati. Passaram a construir mosteiros e edifícios religiosos.
Quando o poder político de Khmer passou a dominar uma parte da Tailândia, entre os séculos X e XI, a cultura Khmer passou a sobressair à cultura Dvaravati na cidade, até desaparecer. Durante este período, o hinduísmo começou a florescer na cidade e grandes mosteiros hindus foram construídos, sobrepostos a algumas construções da cultura Dvaravati.
Com o reinado de Sukhothai, em 1238, a cidade de Phetchabuna passou a ser mais importante e Si Thep começou a declinar, até ser abandonada no início do século XII.
No ano de 1904, o Príncipe Damrong Rajanubhab estudou os registros e arquivos históricos da cidade, e descobriu a sua localização através desses estudos; Os moradores da região levaram o príncipe até as ruínas da cidade, que a batizou de Si Thep. A partir deste período, vários estudos arqueológicos foram feitos em Si Thep.
A antiga cidade de Si Thep foi declarada como Monumento Nacional em 1935. E, em 1984, foi criado o Parque Histórico Si Thep, onde o Departamento de Belas Artes ficou responsável pelas pesquisas arqueológicas e conservação do sítio.

## Características

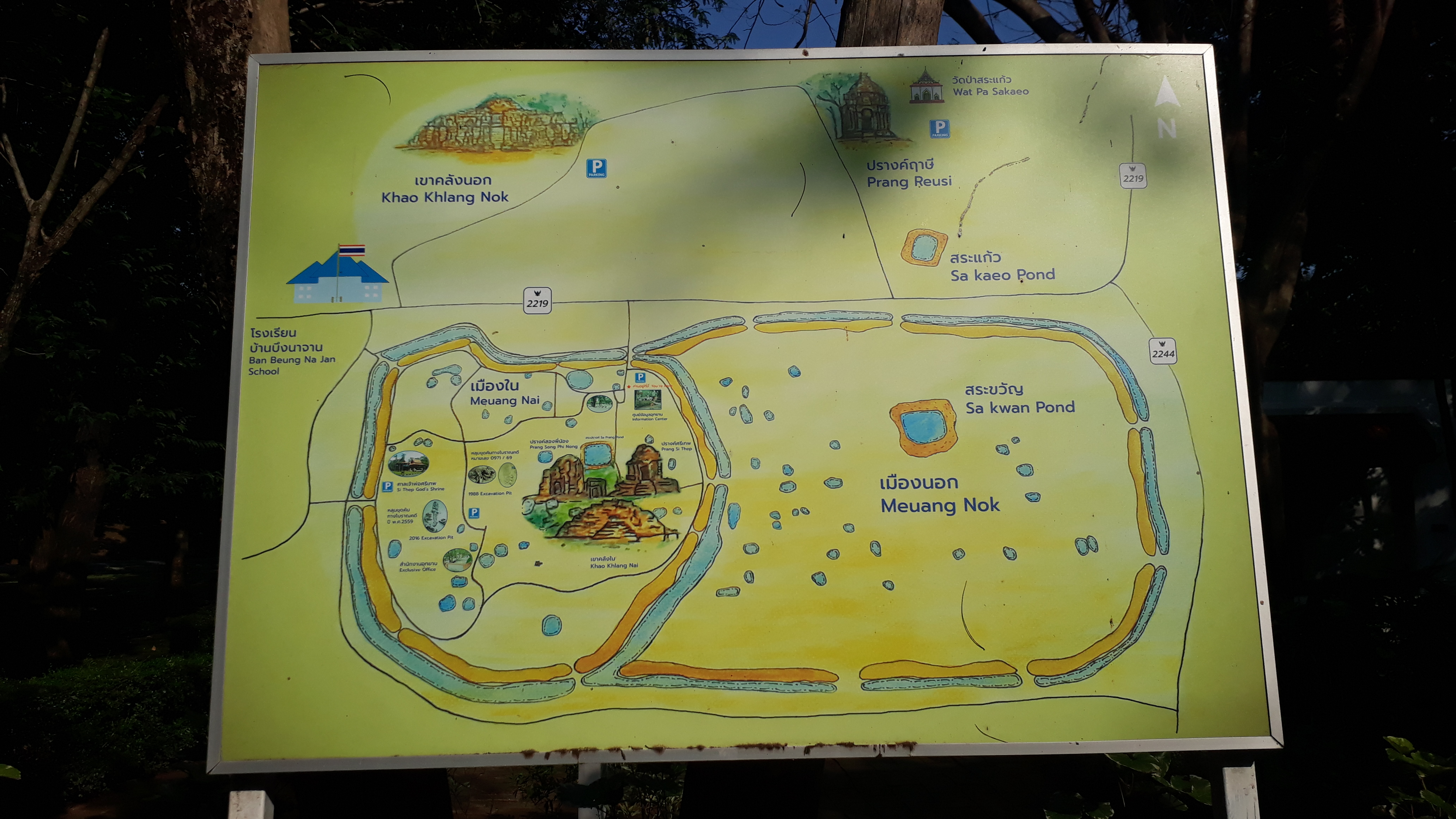
Mapa de Si Thep, localizado na entrada do parque histórico.

A região mais antiga da cidade possui um layout quase redondo, e é chamada de Muang Nai (Cidade Interior). A Expansão da cidade partiu para o lado leste, possui um layout retangular com cantos arredondados, e é chamada de Muang Nok (Cidade Exterior).

### Muang Nai
A Cidade Interior possui uma área de aproximadamente 185.660 hectares, com uma muralha circundante de 20 metros de largura e 6 metros de altura, e um fosse de 40 metros de largura.
Há 3 mosteiros no interior das muralha da cidade: Khao Klang Nai, Prang Si Thep e Prang Song Phi Nong. Além dos mosteiros, há 45 monumentos antigos; e 70 reservatórios de água, em diversos tamanhos, espalhados pela cidade.

#### Khao Klang Nai
O mosteiro foi construído no estilo da arquitetura Dvaravati. Possui uma planta retangular, medindo 44 metros de largura e 88 metros de comprimento. Sua base é única, construída no estilo Bua Valai; na região inferior da base, foi utilizado decoração em estilo Than Khiang, com esferas tipo anel (Valai); logo acima, foram utilizadas vigas falsas e Tong Mai, com estuque Khon Krae Baek; na região da base, denominado Na Kra Daan, foi decorado com flores em estuque no padrão Kranok Pak Kud.

#### Prang Song Phi Nong
O mosteiro Prang Song Phi Nong está alinhado ao mosteiro Prang Si Thep, e ambos estão com sua fachada principal voltada para o oeste. O mosteiro foi construído sobre uma base que sustenta o Prasat principal e um Prasat menor, a esquerda do principal. Durante as escavações arqueológicas do mosteiro, foram encontradas ídolos hindus como Shiva Lingam, Maheshavara e o Nandi.

### Muang Nok
A Cidade Exterior possui uma área de aproximadamente 288.350 hectares, com uma muralha circundante e um fosso. A muralha e o fosso do lado oeste é compartilhado com a Cidade Interior. No centro da cidade há um lago, chamado Sa Kwan; e  cerca de 30 reservatórios espalhados. Em torno de 63 vestígios arqueológicos ainda não foram escavados.

## Galeria de fotos

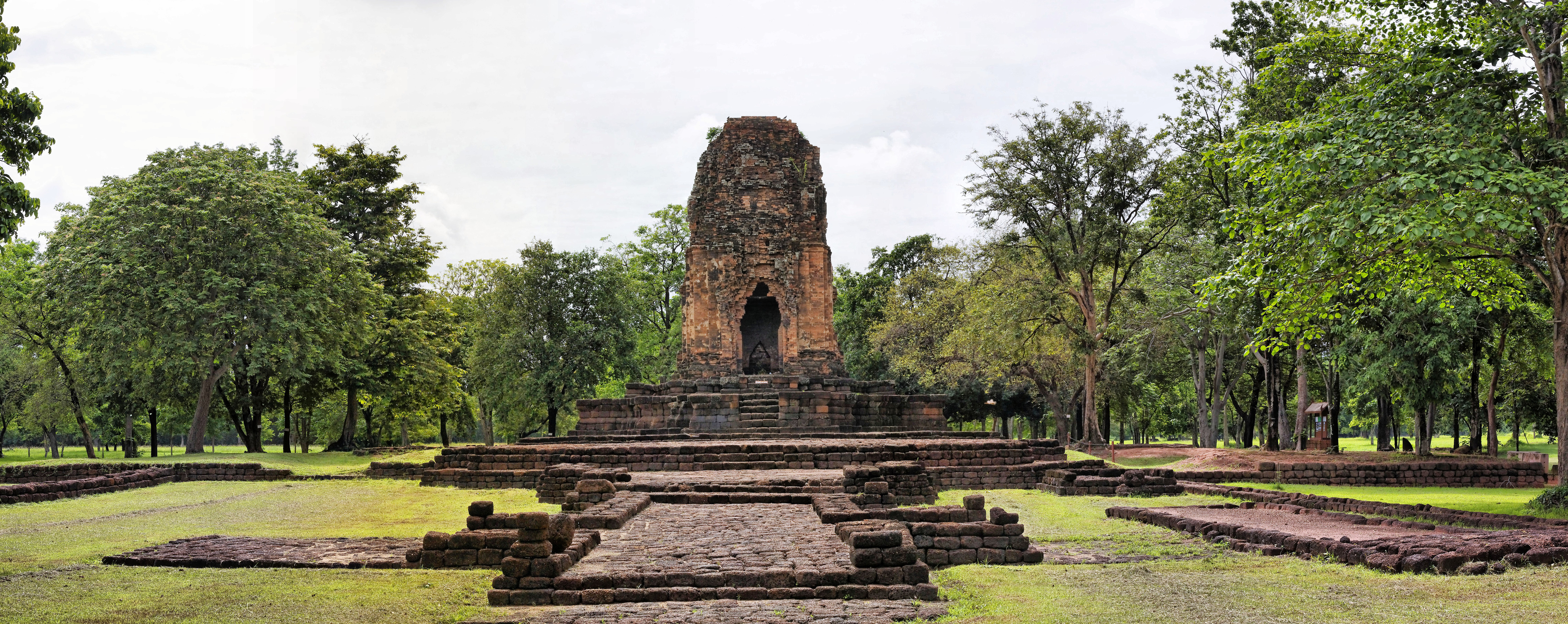
Mosteiro Prang Si Thep
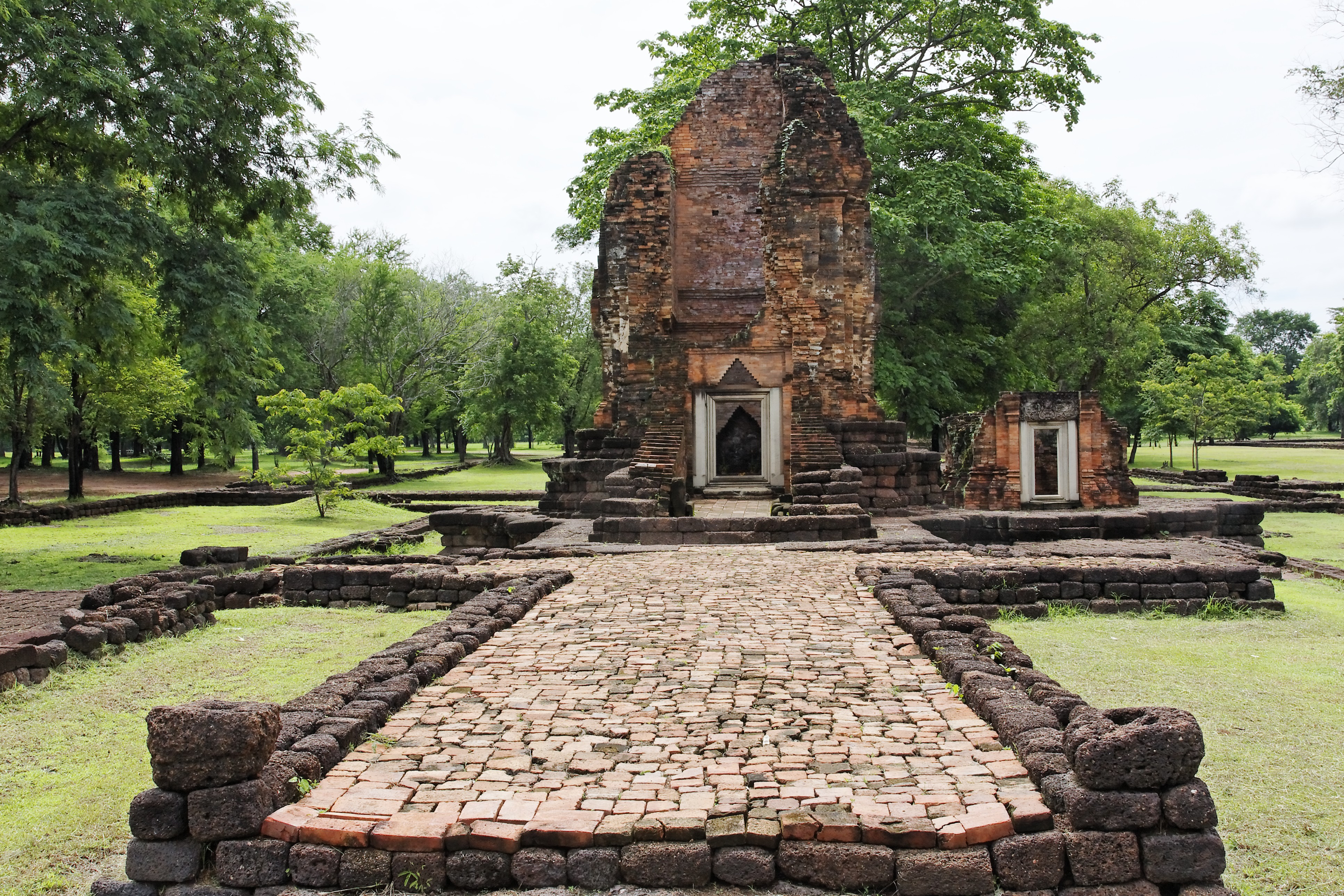
Mosteiro Prang Song Phi Nong
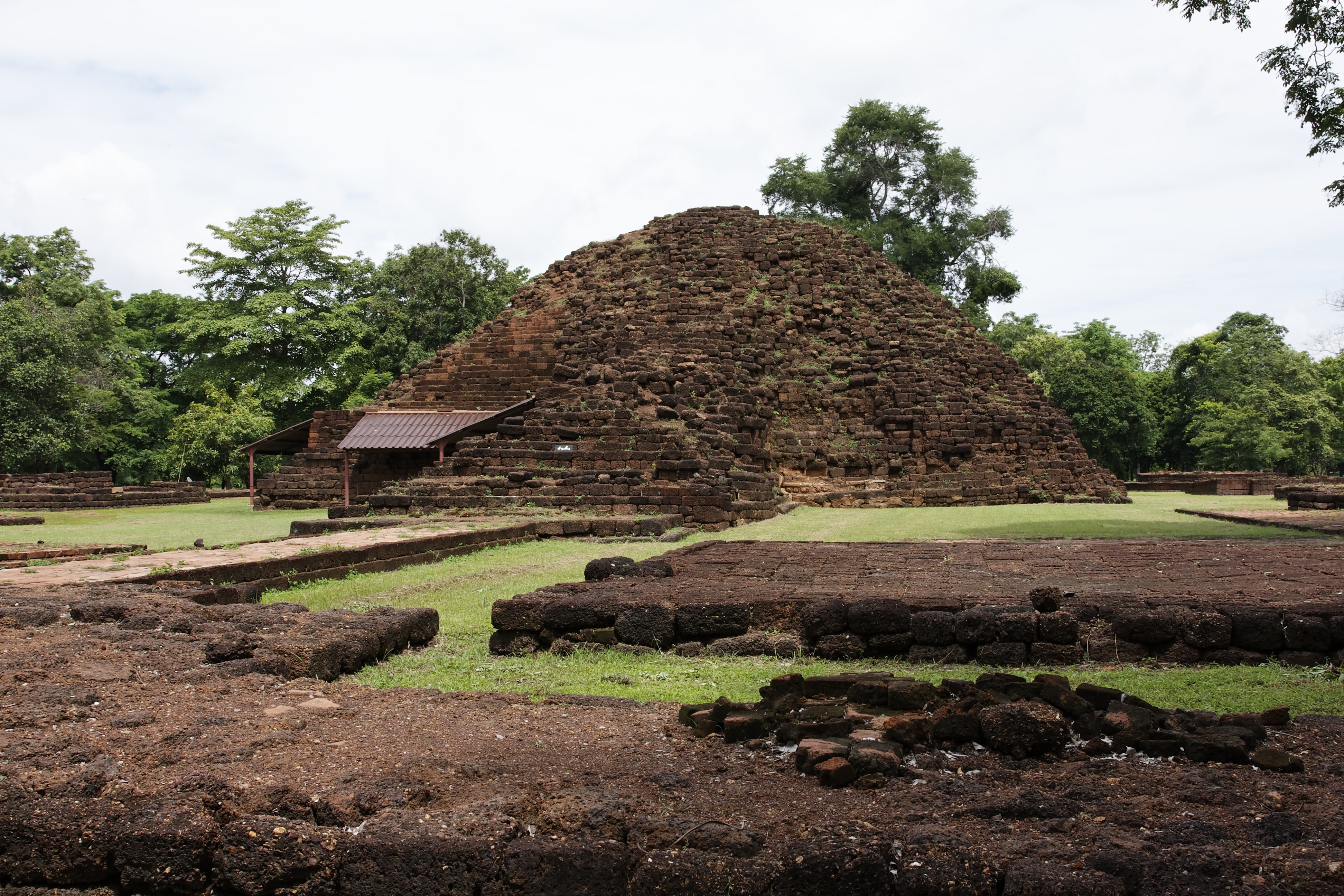
Mosteiro Khao Klang Nai
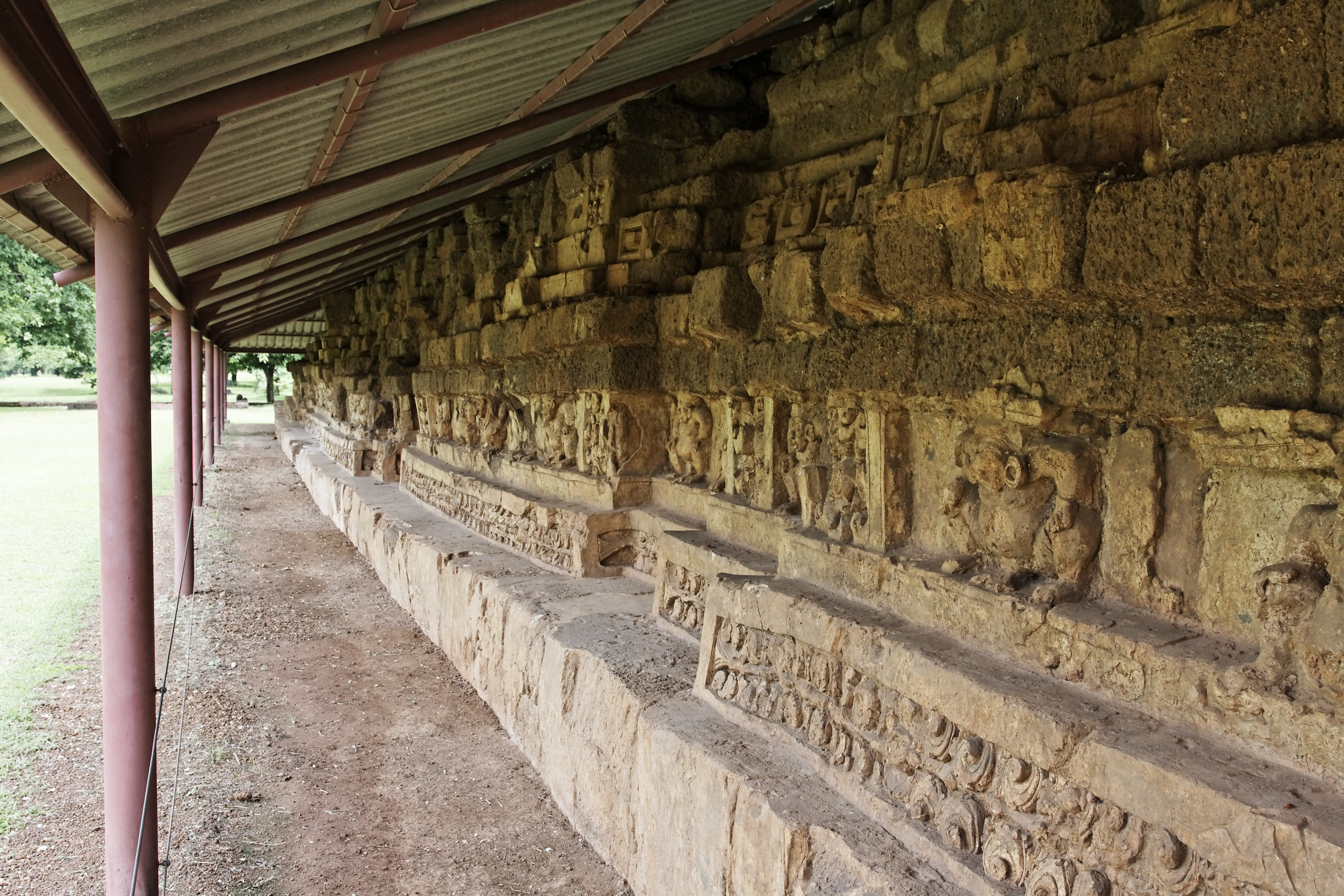
Base do mosteiro Khao Khlang Nai, com cobertura de proteção
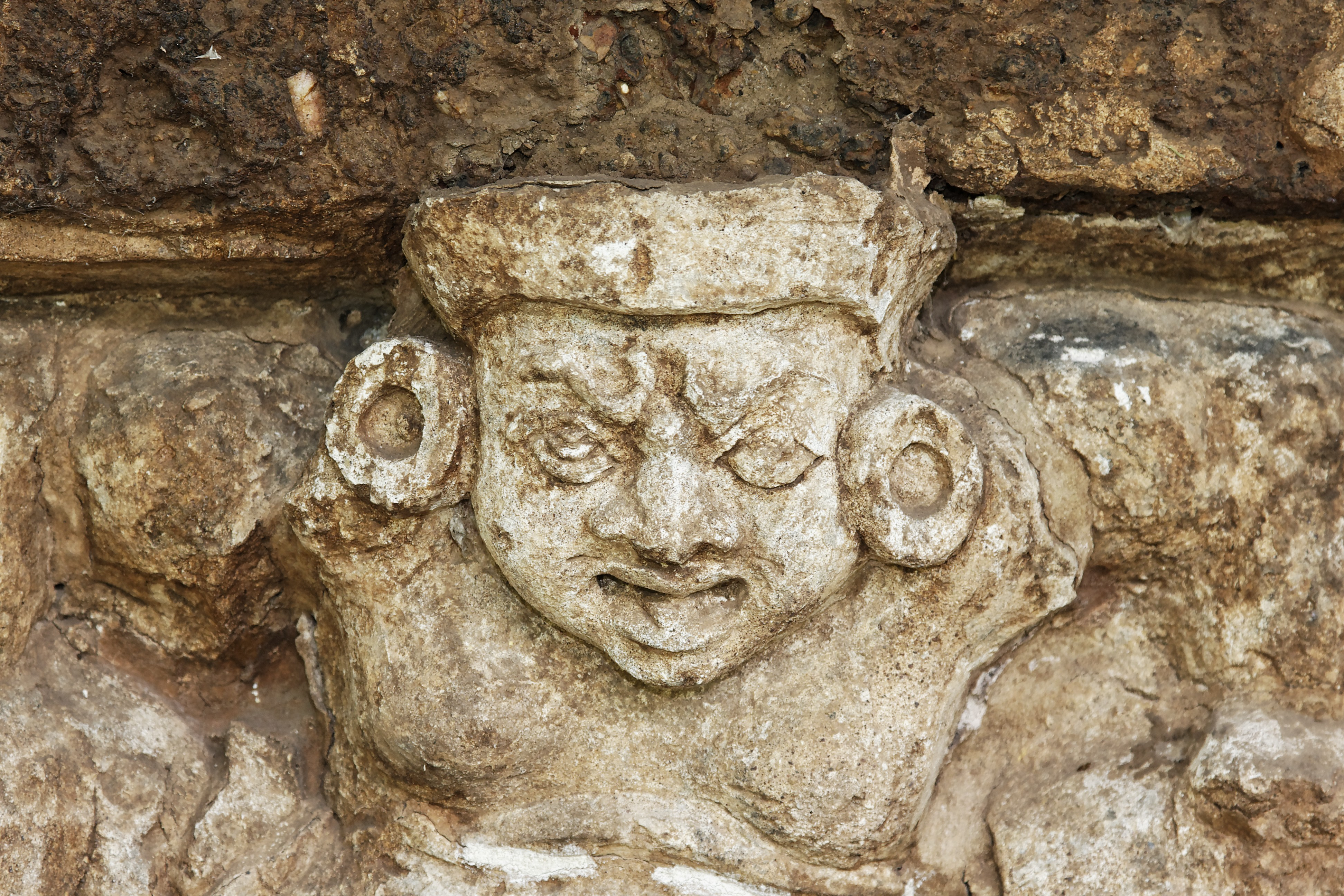
Detalhe de uma das decorações da base do mosteiro Khao Khlang Nai
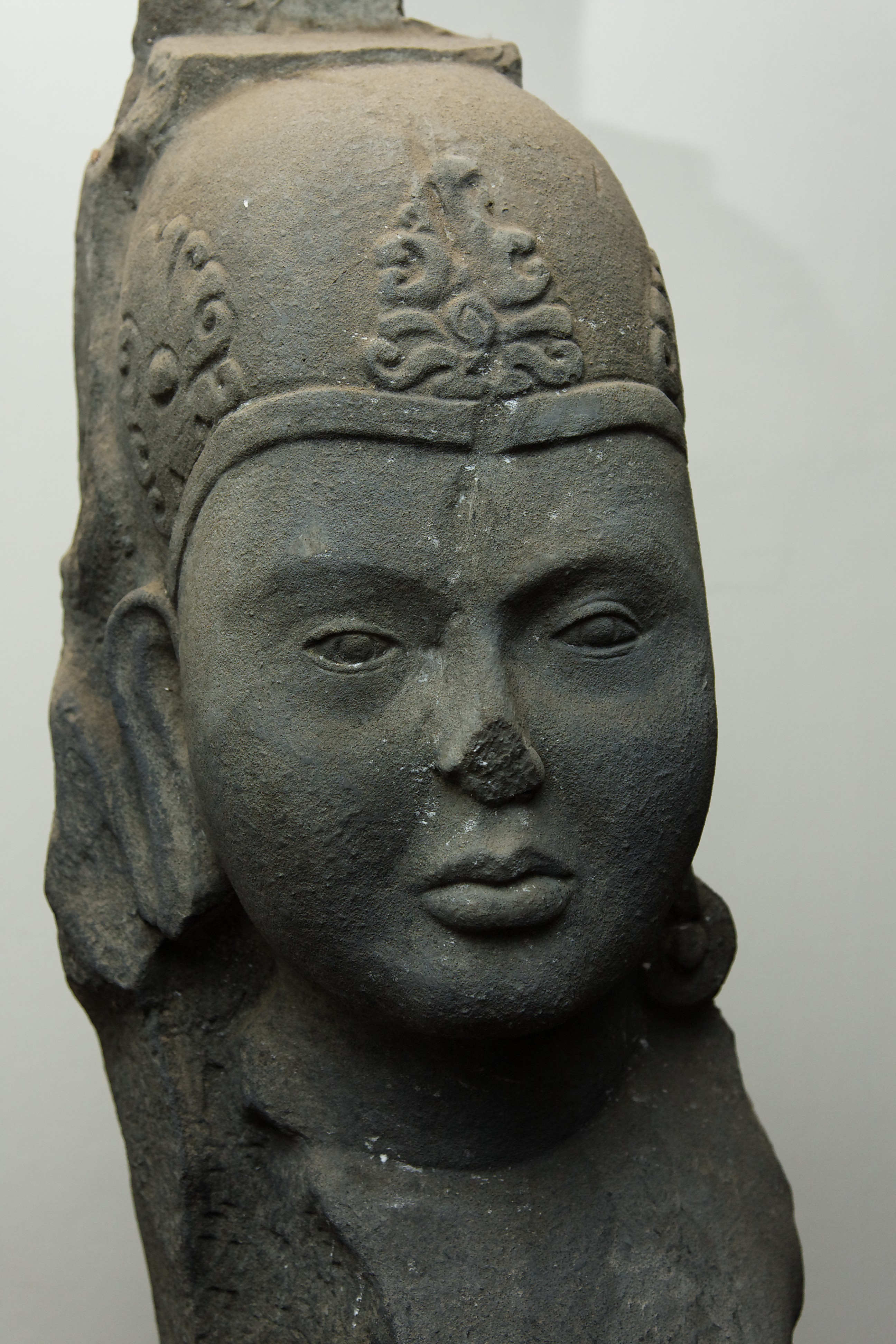
Estátua de Surya. Cópia do artefato encontrado em Si Thep.